# ديفيد سوتون فلبس جونيور
ديفيد سوتون فلبس جونيور (بالإنجليزية: David Sutton Phelps, Jr.)‏ هو عالم إنسان أمريكي، ولد في 1930، وتوفي في 2009.